# Asthenes perijana
Az Asthenes perijana a madarak (Aves) osztályának verébalakúak (Passeriformes) rendjébe és a fazekasmadár-félék (Furnariidae) családjába tartozó faj.

## Rendszerezése
A fajt William H. Phelps, Jr. venezuelai ornitológus írta le 1888-ban, a Schizoeaca nembe Schizoeaca perijana néven. Egyes szervezetek jelenleg is ide sorolják.

## Előfordulása
Dél-Amerika északi részén, Kolumbia és Venezuela határvidékén honos. Természetes élőhelyei a szubtrópusi és trópusi hegyi esőerdők, gyepek és cserjések. Állandó, nem vonuló faj.

## Megjelenése
Testhossza 22 centiméter, testtömege 16-21 gramm.

## Természetvédelmi helyzete
Az elterjedési területe nagyon kicsi, egyedszáma 150-700 példány közötti és csökken. A Természetvédelmi Világszövetség Vörös listáján veszélyeztetett fajként szerepel.